# جهیگا گلی
جهیگا گلی (به انگلیسی: Jhika Gali) یک شهر در پاکستان است که در پنجاب واقع شده‌است.